# Pseudostenophylax secretus
Pseudostenophylax secretus is een schietmot uit de familie Limnephilidae. De soort komt voor in het Oriëntaals en het Palearctisch gebied.